# Traci Brooks
Traci Brookshaw, meglio conosciuta come Traci Brooks (St. Marys, 22 maggio 1975), è un'ex wrestler ed ex arbitro di wrestling canadese, nota per i suoi trascorsi nella Total Nonstop Action Wrestling tra il 2003 e il 2012.

## Biografia
Dopo essere cresciuta in una fattoria di St. Marys in Ontario nel 2000 apparve come Miss Giugno sul Toronto Sunshine Millennium Calendar e fu, in seguito, ingaggiata come modella per le industrie birraie Molson, Labatt e Budweiser. Ma le sue aspirazioni non si fermarono e, grazie alla preparazione atletica ricevuta dal wrestler professionista Ron Hutchinson, nel gennaio del 2001 debuttò nel wrestling con il ring name "Tracy Brooks".

## Carriera

### Gli inizi (2000–2003)
È apparsa in numerose competizioni del circuito indipendente, incluso BCW Border City Wrestling e AWF Apocalypse Wrestling Federation. Durante il suo periodo di collaborazione con AWF, oltre ad aver partecipato al feud con La Felina e ad avere avuto come manager l'artista hip hop Dan-e-o, il 30 agosto 2001 (con il ring name "Miss Apocalypse") conquista il titolo dei pesi massimi sconfiggendo Joey Knight.
La sua carriera continua nei circuiti indipendenti Blood Sweat and Ears della sua regione dove, tra le sue avversarie, ci furono anche Amber O'Neal e Christie Ricci

### Total Nonstop Action Wrestling (2003–2010)

#### Prime apparizioni (2003–2004)
Il suo debutto presso la TNA avvenne il giorno 30 aprile 2003 dove, vestita da scolaretta, attacca Lollipop una ballerina impegnata ad intrattenedere il pubblico durante gli intervalli. La settimana successiva partecipa ad un Gauntlet match in cui la vincitrice avrebbe ottenuto l'accesso all'evento del campionato mondiale dei pesi massimi WHC presso il NWA e dove, durante un match svoltosi fra tre partecipanti (lei, Desire e Trinity) vinse la prima sfida.
Nell'evento successivo fu invece eliminata da Kid Kash.
Il 21 maggio, affiancò David Young in un torneo di Anarchy Alliance che avrebbe determinato il numero di contendenti al NWA World Tag Team Championship. Nello stesso giorno i due vinsero contro gli avversari Kid Kash e Trinity e successivamente, il 4 giugno, vinsero anche contro Ron Killings, presentatosi da solo sul ring perché il suo partenr Don Harris rifiutò di combattere al suo fianco. Persero invece contro il team America's Most Wanted composto da Chris Harris e James Storm nelle finali svoltesi il giorno 11 giugno.
Il 18 giugno, in accordo con le wrestler Nurse Veronica e Valentina formò uno stable tutto femminile che partecipò al TNA pay-per-view con il nome di "Bitchslap". Questo trio durò poco però, in quanto Nurse Veronica sciolse il contratto con TNA e Traci venne rimossa dal palinsesto televisivo.
Al suo rientro in TNA, avvenuto il 5 novembre 2003, Traci aiuta Shane Douglas nella sconfitta di The Sandman mentre, il giorno 26 dello stesso mese, lei e lo stesso Douglas aiutano Michael Shane a sconfiggere Sonjay Dutt. Al termine del match, Douglas annuncia che il nuovo trio prende il nome di "The New Franchise".

#### Relazione con Michael Shane (2004–2006)

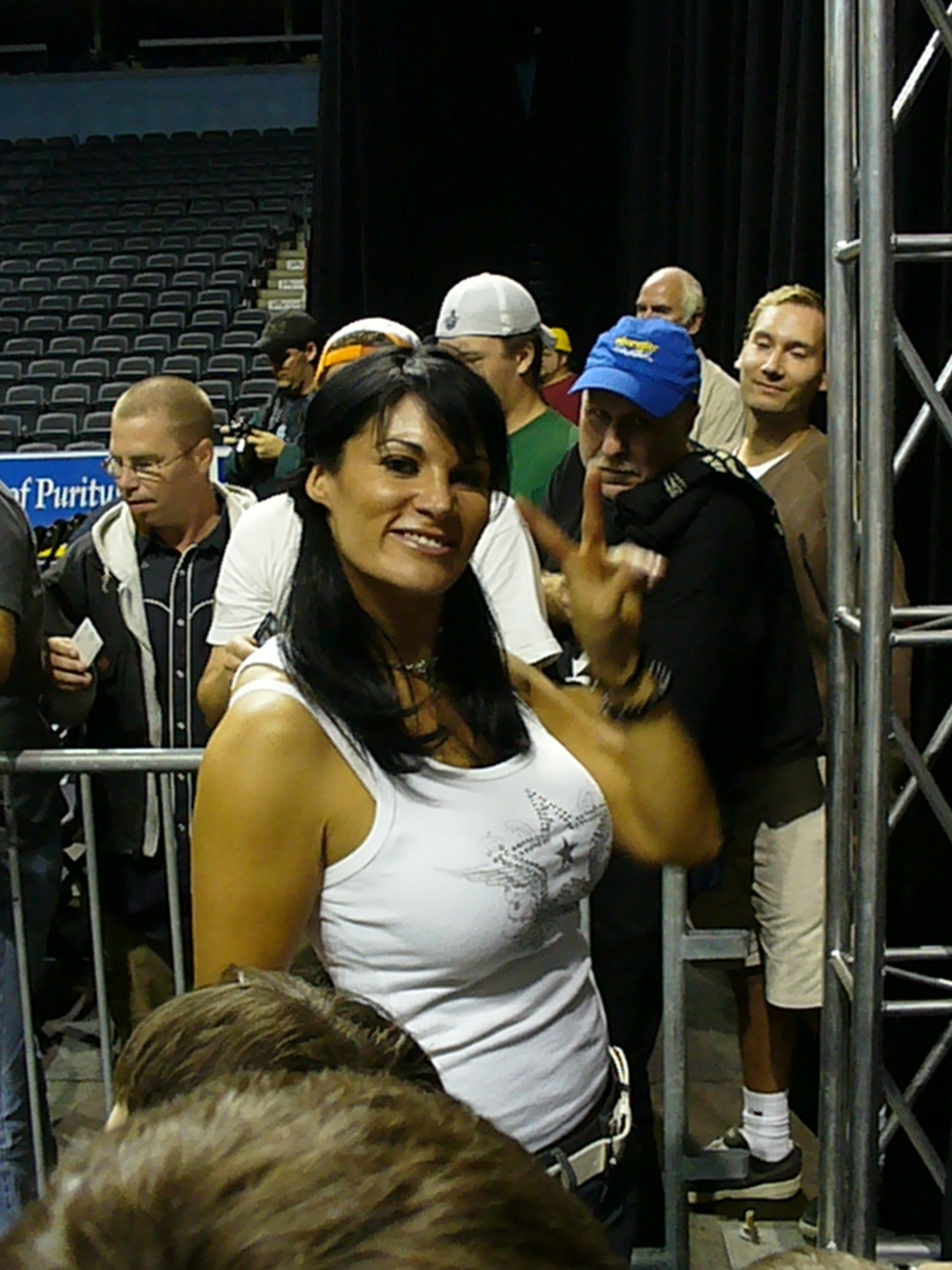
Traci Brooks a Londra

Il trio incomincia un feud con Triple X (Christopher Daniels, Low Ki ed Elix Skipper) che termina il 21 aprile 2004 quando Shane Douglas, lasciatosi sfuggire la possibilità di schienare Daniels, litiga con il suo mentore e Traci, afferrando quest'ultimo alla schiena, offre al suo compagno la possibilità di colpirlo con un superkick. Traci continuerà ad aiutarlo anche nella settimana successiva quando, in un match singolo, lo stesso Shane Douglas viene di nuovo sconfitto.
La sua carriera di valletta in appoggio a Michael Shane continua anche mentre questi è impegnato nei combattimenti del X Division Championship e dove si dimostra incapace di battere A.J. Styles, l'incombente campione. Così, con lo scopo di aumentare il loro potenziale numerico, i due decidono di formare un nuovo stable/tag team con il wrestler Frankie Kazarian ottenendone un duo conosciuto dai fans con il nome di Shazarian.
Il 28 luglio 2004, in uno scontro a tre del Ultimate X match i due si ritrovano a sfidarne il detentore (A.J. Styles) che, seppur in grado di neutralizzare le interferenze di Traci, subisce gli attacchi del duo Shazarian fino a cadere al tappeto incosciente e i due, al termine della scalata al X Division Championship, ottengono la cintura divenendone i co-detentori. Perderanno il titolo in un seguente Gauntlet match avvenuto il giorno 11 agosto contro Petey Williams.
Verso la fine del 2004 Traci lascia il duo Shazarian per proporsi, in contrapposizione con Trinity, come assistente di Dusty Rhodes l'allora TNA Director of Authority il quale, e per tutta risposta, propone alle due donne di reclutare due nuovi tag team che, affrontandosi nel Destination X del 13 maggio 2005 avrebbero, vincendo, ottenuto la posizione contesa. Traci forma un team con gli Harris Brothers (Don e Ron Harris, conosciuti anche come "the Disciples of Destruction") e, vincendo la disputa con il team avversario (Big Tilly e Bruno Sassi "Phi Delta Slam"), conquista il ruolo di assistente di Dusty Rhodes.
Nel periodo successivo, Traci lascia quel ruolo per divenire valletta di Chris Sabin, impegnato in un fued con Michael Shane e Trinity. Durante il Lockdown del 24 aprile, in un incontro a quattro tra Chirs Sabin, Sonjay Dutt, Shocker e Michael Shane, lei fallisce un tentativo di prevenire le interferenze di Trinity. Il feud continua anche nel Hard Justice avvenuto il 15 maggio quando, Michael Shane e Trinity vincono contro gli stessi Sabin e Traci. Durante il match comunque, Trinity si sposta dalla parte di Sabin e Traci fa la stessa cosa con Michael Shane e per ritornare, in seguito, ad assisterlo come valletta anche quando quest'ultimo decide di sostituire il proprio ring name con il suo vero nome (Matt Bentley).
Nell'Agosto del 2005, durante la rinegoziazione del contratto del suo assistito, Traci svolge anche il lavoro di intervistatrice per la TNA e, l'11 settembre, nel corso dell'Unbreakable continua a svolgere quest'ultimo incarico anche dietro le quinte del programma televisivo. Ritorna al fianco di Matt Bentley dopo la firma del contratto.
Nel febbraio 2006 Bentley incomincia un feud con il suo ex partner Lance Hoyt e, quando in seguito Bentley ne viene estromesso a causa di un infortunio, Traci continua a lavorare per la TNA occupandosi di alcune parti promozionali.
Il 15 maggio, durante le registrazioni di Impact!, Traci lotta con Gail Kim nel primo incontro tra donne avvenuto a più di un anno di distanza dall'ultimo evento del genere, ma perde l'incontro dopo le interferenze del team America's Most Wanted. Questa registrazione però, fu svolta solamente per promuovere l'imminente vendita dei DVD di TNA Knockouts e non per la programmazione televisiva. Traci vince un successivo incontro con Gail Kim in un Hardcore War e dove il ruolo di arbitro viene svolto da Christy Hemme.

#### Manager di Robert Roode (2006–2008)

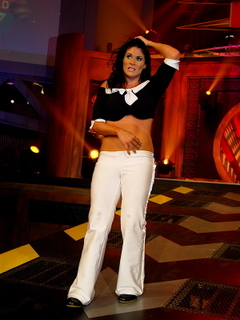
Traci Brooks nel 2007

Traci viene annunciata come valletta di Robert Roode durante il Bound for Glory del 2006 e, dopo aver cambiato il suo nome in "Ms. Brooks", continua nel suo nuovo incarico anche nel Fight for the Right Tournament svoltosi durante l'Impact! del 28 ottobre. Perde contro Eric Young in un bikini contest al Turning Point e le viene chiesto di proporgli un contratto dove, nella storyline, lei avrebbe dovuto insistere per ottenere un rapporto sessuale con lui e, finalmente, riuscire a sedurlo durante l'Against All Odds 2006, e proporgli di firmare un contratto con "Robert Roode Inc.".
Dopo un periodo passato senza storyline MS. Brooks entra in rivalità con Gail Kim da cui viene battuta sia durante una puntata di Impact! che durante lo Slammiversary svoltosi nello stesso anno.
Nell'episodio di Impact!, del 23 agosto 2007, Robert Roode subisce un colpo basso da Gail Kim e Roode, scontento di aver perso, nel seguito del match continua ad attaccarla fino a quando Kaz (Kazarian) sopraggiunge ad aiutarla. Nell'episodio del 4 ottobre viene rivelato che Ms. Brooks e Robert Roode non sono legati sentimentalmente e che l'unica ragione per cui lei continui a subire i suoi abusi è il fatto che vuole aiutare la propria madre ammalata. Nel seguito degli apisodi di Impact! e durante lo svolgimento del Genensis una fan si propone per essere la sostituta di Ms. Brooks e Roode, dopo essere entrato con Ms. Brooks nell'Angle Alliance continua, a malincuore, a mantenere quest'ultima al suo fianco.
Al Genesis del 1º novembre 2007, Ms. Brooks sviene a causa di un colpo di calore e sembra riprendersi bene dopo l'aiuto ricevuto dai medici, ma corrono voci che questo svenimento sia solo una messinscena organizzata da Vince Russo.
Durante le registrazioni dell'episodio di Impact! del 10 gennaio 2008 Roode licenzia Ms. Brooks per sostituirla con la fan già rivelatasi in precedenza ed a cui assegna il nome di Ms. Payton Banks e Ms. Brooks, oltre ad essere ritornata ad utilizzare il suo ring name preferito (Traci Brooks), da inizio ad una faida con Ms. Payton Banks e riesce a sconfiggerla durante l'Against All Odds.
Il 3 aprile, in una puntata di Impact!, Traci sconfigge di nuovo Ms. Payton Banks grazie ad un facebuster sulla corda più alta e, nel corso del Lockdown avvenuto il 13 aprile, partecipa nell'edizione del primo "Queen of the Cage" che viene vinto da Roxxi Laveaux ed infine, durante il Sacrifice tenutosi l'11 maggio 2008, Traci partecipa al TNA Knockouts Makeover Battle Royal che viene vinto da Gail Kim.

#### Knockout Law (2008–2009)

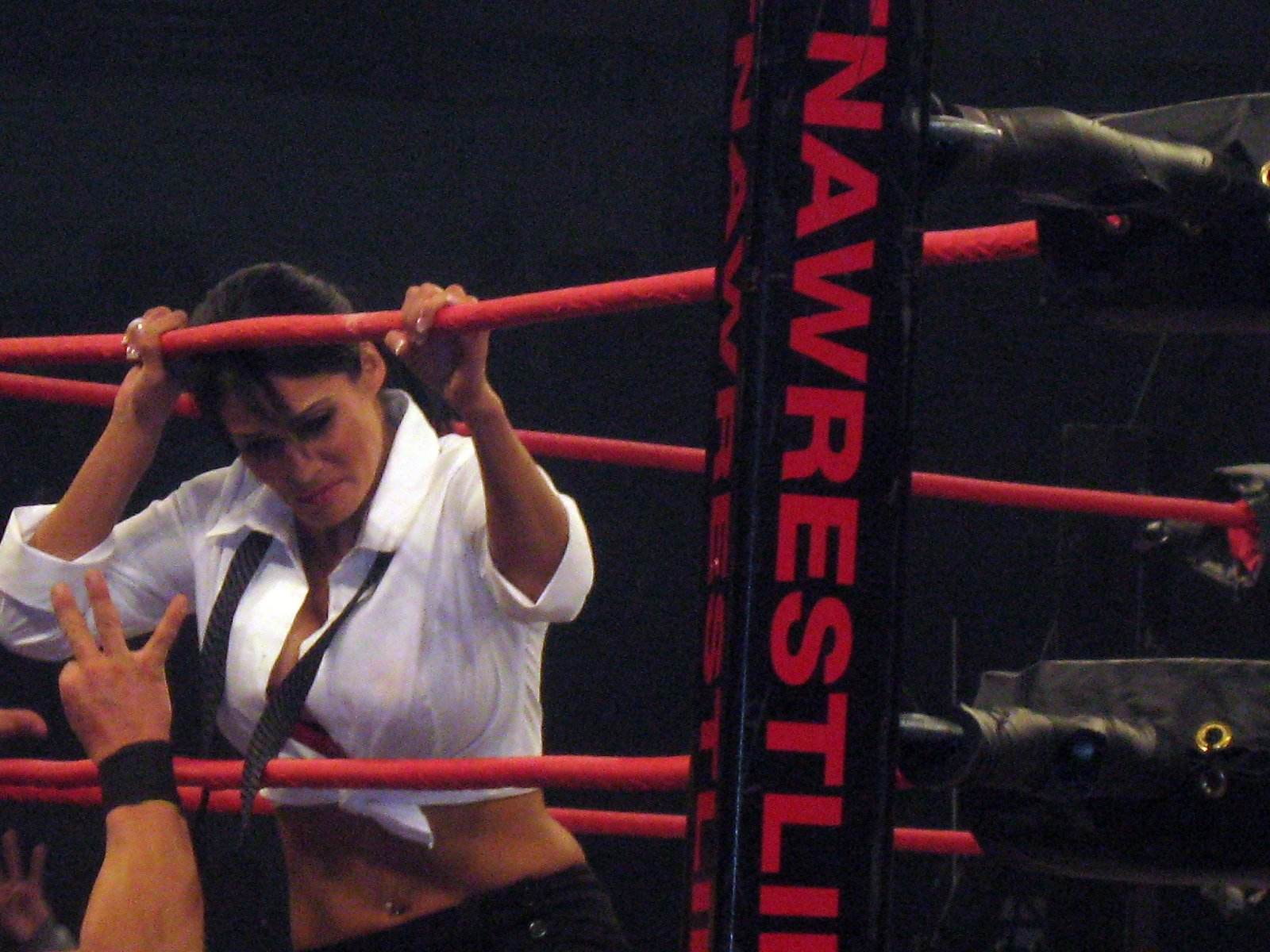
Traci Brookshaw nel 2008

Durante uno scorcio di riprese avvenuto dietro le quinte dell'edizione di Impact! del 17 luglio, si vedono Jim Cornette (il manager direttore) e Traci discutere di qualcosa al riguardo delle Knockouts e subito dopo, nell'episodio di Impact! del 7 agosto, Traci svolge il ruolo di arbitro durante un match avvenuto tra Roxxi Laveaux e Jacqueline e din cui vinse Roxxi Laveaux.
Nell'Agosto dello stesso anno Cornette annuncia l'assegnazione ufficiale di Traci come arbitro della divisione Knockouts e che il nuovo ring name assegnatole è "Knockout Law". Traci comunque, effettua arbitraggi anche nel corso di match maschili come ad esempio in un incontro tra il team Motor City Machineguns (Chris Sabin e Alex Shelley) anteposti alla coppia Suicide e Daniels.
Nel gennaio 2009 cessano improvvisamente le sue apparizioni nelle trasmissioni della TNA e Jim Cornette decide di riassumere il controllo della divisione femminile.
Traci, ritorna a svolgere il suo ruolo di arbitro nell'edizione di Impact! del 12 marzo 2009.

#### Competizione singola (2009–2010)
Ritorna in televisione durante un episodio di iMPACT! del 23 luglio 2009 e, nel corso di un'intervista con Lauren Brooke spiega di essersi assentata da TNA per occuparsi di alcuni progetti personali ad Hollywood ed aggiunge che sarebbe ritornata a svolgere il suo ruolo di arbitro nella Knockout Battle Royal in programmazione durante la stessa serata televisiva. La vincitrice di quella competizione avrebbe ricevuto 50.000 dollari e la possibilità di far parte della Main Event Mafia e Traci, dopo aver atteso che le due partecipanti impegnate sul ring (Tara e Awesome Kong) si stancassero a vicenda nel corso della finale, si rivela a sua volta come contendente ai premi e vince il match gettando le due avversarie all'esterno delle corde.
Nel successivo episodio di Impact!, Traci, rilasciando una nuova intervista a Lauren Brooke, spiega che i motivi delle sue assenze sono dovuti al fatto che sia la TNA ad escluderla dalla propria programmazione televisiva.
Nell'episodio del 27 agosto combatte, in coppia con Sharmell e come membro della Main Event Mafia, in un torneo TNA Knockouts Tag Team Championship e vengono eliminate dalla coppia Awesome Kong and Raisha Saeed già nel primo incontro. Nell'episodio del 1º ottobre, in una "Battle of the Playboy Models", Traci viene sconfitta da Christy Hemme e, dopo lo scioglimento della Main Event Mafia avvenuto nell'episodio del 22 ottobre 2009, Traci apre una rivalità con Alissa Flash.
Il contratto tra TNA e Traci viene sciolto il 4 marzo 2010.

### Ritorno in TNA (2011–2012)
Traci riappare in TNA nel corso delle registrazioni della puntata di Impact! avvenute il 14 febbraio 2011, dove giunge in soccorso di Kazarian (l'uomo che ha sposato il 7 gennaio 2010) impegnato in un combattimento contro Robbie E e Cookie.
Il 27 aprile, nel corso di un House show avvenuto nella città di Erie, (Pennsylvania) ed in un incontro valido per il TNA Women's Knockout Championship Traci sfida senza successo la wrestler Madison Rayne ma, due giorni dopo, durante un nuovo House show tenutosi nella città di Cleveland in Ohio, riesce a sconfiggere quest'avversaria in un match senza titoli in palio.
Il 21 giugno nell'edizione di Impact Wrestling, Traci fa il suo ritorno in TNA correndo in aiuto di Velvet Sky e Mickie James durante un combattimento con ODB e Jacqueline.
Il 18 agosto ritorna a svolgere il suo ruolo di arbitro e, il 1º settembre, in una nuova edizione di Impact Wrestling il ruolo di arbitro viene passato a Karen Jarrett che, di conseguenza, assume Traci come sua assistente esecutiva.

## Altri media
Il 26 giugno 2009 viene diffusa la notizia che TNA ha firmato un accordo con Playboy per poter fare apparire Traci come la prima delle Wrestler Knockout disposta a posare per la rivista.
Christy Hemme comunque, aveva già posato per Playboy ma lo aveva fatto prima di essere ingaggiata dalla stessa TNA.
Il 2 settembre viene diffusa la notizia che Playboy ha deciso di non pubblicare le foto di Traci mentre, il 17 settembre, gli scatti vengono invece rilasciati sul loro sito Cyber Club.

## Vita privata
Il 7 gennaio 2010 ha sposato il wrestler Frankie Kazarian.

## Personaggio

### Mosse finali
- Kneeling shoulder jawbreaker
- Pie in the Sky (Diving seated senton)
- Brooks and Done (Lariat) – 2004-2007

### Soprannomi
- "The C.E.O. of Robert Roode"
- "Knockout Law"
- "The Original Knockout"
- "The Main Event Mafia's Chosen One"

## Titoli e riconoscimenti
- 3X Wrestling
  - 3X Wrestling Women's Championship (1)
- Apocalypse Wrestling Federation
  - AWF Heavyweight Championship (1)
- Coastal Championship Wrestling
  - CCW Women's Championship (1)
- CyberSpace Wrestling Federation
  - CWF His and Hers Tag Team Championship (1) – con Michael Shane
- Downsouth Championship Wrestling
  - DCW Women's Championship (1)
- Great Lakes Championship Wrestling
  - GLCW Women's Championship (1)
- New Ohio Championship Wrestling
  - NOCW Women's Championship (1)
- Pro Wrestling Illustrated
  - 22ª tra le 50 migliori wrestler femminili nella PWI Female 50 (2008)
- RingDivas Women's Wrestling
  - RingDivas World Championship (1)
- Southern Championship Wrestling
  - SCW Women's Championship (1)
- Total Nonstop Action Wrestling
  - Knockout of the Year (2004)